# Tijelo kao pjesma
Tijelo kao pjesma četvrti je studijski album hrvatske pop pjevačice Lidije Bačić koji je 8. lipnja 2017. godine objavila diskografska kuća Croatia Records.
Na albumu su sudjelovali brojni glazbenici, neki od njih su Boris Đurđević, Branimir Mihaljević, Luka Basi i sama Lidija Bačić.
Na albumu se nalazi dvanaest pjesama snimljenih u razdoblju od 2015. do 2017. godine. Izdana su dva dueta, "Solo" s Lukom Basiem i "Još te čekam" s Kumovima i dvanaest singlova: "Nezamjenjiva", "Prokleto dobro ljubiš", "Sat otkucava","Glupačo moja",  "K'o da živim unazad", "Kompas", "Od ljubavi pijana" i "Prvi božić bez tebe", "Solo", "Još te čekam", "Kaktus" i "100% možda". Neke od pjesama objavljene su u periodu iz prijašnjeg albuma Viski. 

## Pozadina
Lidije je s Croatiom Records počela surađivati 2014. godine kada potpisuje i ekskluzivni ugovor, a s pjesmom “Kaktus” obilježila je početak nove suradnje. Iako je pjesma vrlo brzo postala hit, nakon samo par mjeseci Lidija objavljuje novi singl “100% možda”. Razlog tome je malo drugačiji ritam, namijenjen prvenstveno klubovima čime je Lidija htjela iznenaditi svoju publiku, a ovog puta Boris Đurđević i Branimir Mihaljević su prvi put radili zajedno na jednoj pjesmi.
Lidija i narednih mjeseci objavljuje nove singlove “Sat otkucava” i “Prokleto dobro ljubiš”, koje je objavila na isti dan. Za svaki singl Lidija je snimila i spotove.
Na CMC festivalu 2016. otpjevala je baladu “Od ljubavi pijana”, a pjesma je postala jedna od najslušanijih s festivala. I naredni singlovi “Nezamjenjiva”, “Kompas” vrlo su brzo postali hitovi. Lidija je svoj aktualni singl “Glupacho moja” premijerno izvela na 9. CMC festivalu 2017. godine u Vodicama kao i duet “Solo” s Lukom Basiem.

## Popis pjesama
| Br. | Skladba                 | Trajanje |
| --- | ----------------------- | -------- |
| 1.  | »Glupacho moja«         | 3:26     |
| 2.  | »Solo«                  | 4:08     |
| 3.  | »K'o da živim unazad«   | 4:32     |
| 4.  | »Prokleto dobro ljubiš« | 3:33     |
| 5.  | »Nezamjenljiva«         | 3:28     |
| 6.  | »Kompas«                | 3:36     |
| 7.  | »Sat otkucava«          | 3:34     |
| 8.  | »Od ljubavi pijana«     | 3:15     |
| 9.  | »100% možda«            | 3:33     |
| 10. | »Kaktus«                | 3:50     |
| 11. | »Još te čekam«          | 3:45     |
| 12. | »Prvi Božić bez tebe«   | 3:57     |

## Top ljestvice
| Top ljestvica (2017.)                  | Pozicija |
| -------------------------------------- | -------- |
| Službena top ljestivica prodaje albuma | 6        |

| Godišnja top ljestvica (2017.)         | Pozicija |
| -------------------------------------- | -------- |
| Službena top ljestivica prodaje albuma | 13       |